# Joachim-Ernst Meyer

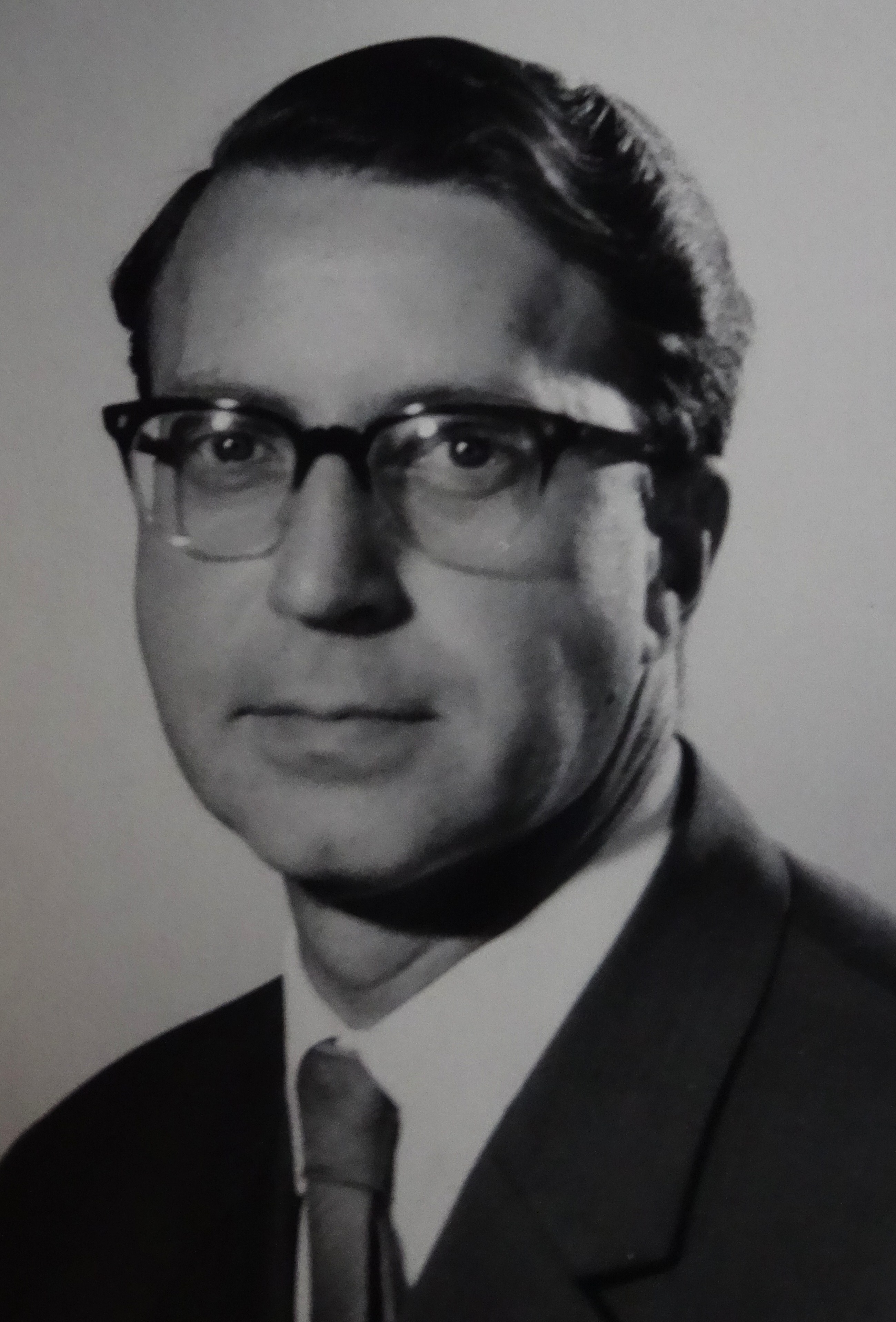
Joachim-Ernst Meyer

Joachim-Ernst Meyer (* 2. Juli 1917 in Königsberg; † 7. Juni 1998 in Göttingen) war ein deutscher Psychiater. Ab 1963 war er Lehrstuhlinhaber an der Universität Göttingen.

## Leben

### Familie
Joachim-Ernst Meyer stammte aus einer Psychiaterfamilie. Als Sohn von Käte Meyer, geborene Schmieden, und des Psychiaters Ernst Meyer wuchs er mit drei Geschwistern auf dem Gelände der Nervenklinik in Königsberg in Preußen auf. Sein älterer Bruder Hans-Hermann Meyer wurde später Direktor der Universitäts-Nervenklinik in Homburg/Saar. Sein Großvater Ludwig Meyer, dessen Engagement für psychisch Kranke (nicht zuletzt durch Abschaffung der Zwangsmaßnahmen) ihn früh beeindruckte, hatte ihn auf seinem beruflichen Weg besonders geprägt.
Meyer war evangelisch und heiratete 1953 Ruth Thwaites (* Johannesburg, Südafrika). Sie bekamen zwei Töchter (Barbara und Marion).

### Werdegang
Nachdem Meyer das Gymnasium besucht hatte, an den Universitäten von Königsberg und Berlin Medizin studiert, 1940 das Studium und die Promotion zum Dr. med. in Berlin abgeschlossen hatte, arbeitete er als Assistent an der Neuropathologischen Abteilung (bei Willibald Scholz) des Max-Planck-Instituts für Psychiatrie in München sowie an der Nervenklinik (bei Kurt Behringer) und der Abteilung für Klinische Physiologie (bei Richard Jung) der Universität Freiburg. Dort habilitierte er sich 1952 für Psychiatrie. Es folgte ein mehrmonatiger Studienaufenthalt am Forschungszentrum für Psychopathologie des Crichton Royal Hospital in Dumfries (Schottland) bei Wilhelm Mayer-Gross. Danach war Meyer als Oberassistent, ab 1954 als Oberarzt an der Nervenklinik der Universität München (bei Kurt Kolle) tätig, wurde 1958 in München außerplanmäßiger Professor und übernahm 1963 als ordentlicher Professor für Psychiatrie bis zu seiner Emeritierung im Jahr 1985 die Leitung der Psychiatrischen Universitätsklinik in Göttingen. 1965 wurde er zum Dekan der Medizinischen Fakultät und 1968/1969 zum Rektor der Göttinger Universität ernannt.
Im Jahr 1966 wurde er korrespondierendes Mitglied des Royal College of Psychiatrists in London, 1983 erhielt er die Ehrendoktorwürde der Medizinischen Fakultät der Universität Münster und 1985 die Ehrenmitgliedschaft der Deutschen Psychoanalytischen Gesellschaft (DPG).

### Wirken
Während seiner Zeit in Schottland lernte Meyer im fortschrittlichen Crichton Royal Hospital die Arbeit von Gertrud Heller (Bewegungsarbeit nach Elsa Gindler) kennen. Er trug durch die Anregung, sie 1953 zu Kursen in Freiburg und München einzuladen, entscheidend zur Entwicklung der Konzentrativen Bewegungstherapie (KBT) bei (begründet durch den Psychotherapeuten Helmuth Stolze). Überhaupt war es J. E. Meyer ein großes Anliegen, Psychiatrie und Psychotherapie in Verbindung zu bringen.
Die Psychiatrische Klinik in Göttingen, deren Leitung er 1963 übernahm, gehörte zu den ersten, die die institutionelle Trennung der bis dahin miteinander verzahnten Fächer Psychiatrie und Neurologie vollzogen. J. E. Meyer erkannte zwar die hiermit verbundene Gefahr, sah aber auch die Vorteile, welche die fachliche Verselbstständigung der Psychiatrie mit sich brachte.
Aus der engen persönlichen Freundschaft mit Werner Schwidder und der Zusammenarbeit mit den leitenden Ärzten des Niedersächsischen Landeskrankenhauses Tiefenbrunn ging ein gemeinsames Ausbildungszentrum hervor. Dort wurden die Assistenten der Psychiatrischen Klinik und des an Tiefenbrunn angeschlossenen Instituts für Psychoanalyse (heute: Lou Andreas-Salomé Institut) zusammen in den Grundlagen der Neurosenlehre und der klinischen Psychiatrie unterrichtet und konnten hier ihre unterschiedlichen Sichtweisen miteinander austauschen.
Die tiefenpsychologische Erweiterung seines psychiatrischen Blickfelds führte bei Meyer aber nicht zur Außerachtlassung neurobiologischer Gesichtspunkte. Es war ihm daran gelegen, das Gleichgewicht zwischen einer naturwissenschaftlichen und einer geisteswissenschaftlichen Betrachtungsweise der Psychiatrie zu wahren. Diese ausgewogene Einstellung kommt auch in der zweiten und dritten Auflage des Handbuchs „Psychiatrie der Gegenwart“ zum Ausdruck, die von ihm maßgeblich mitgeprägt wurden.
Der zentrale Impuls für das berufliche Wirken Meyers war sein soziales Verantwortungsgefühl für psychisch Kranke. Auf vielfache Weise bemühte er sich, das Interesse der Öffentlichkeit an diesem Thema wachzuhalten. Als Mitglied der Enquête-Kommission des Bundestages (Psychiatrie-Enquête) setzte er sich für die Beseitigung krasser sozialer Missstände und für grundlegende Verbesserungen im Bereich der psychiatrischen Krankenversorgung ein.
Besonders in seinen letzten Lebensjahren beschäftigte er sich intensiv mit der Psychiatrie im Nationalsozialismus und warnte nachdrücklich vor den Gefahren einer neu entfachten Euthanasie-Diskussion und vor den Praktiken der aktiven Sterbehilfe.
Während seines Rektorats im Jahre 1968 zeigte er sich offen für die damaligen Reformbestrebungen und war Mitautor der Schrift Universitätsreform – Alternativen der Vernunft.

## Veröffentlichungen (Auswahl)
- Die Entfremdungserlebnisse – Über Herkunft und Entstehungsweisen der Depersonalisation. 1959.
- Konzentrative Entspannungsübungen nach Elsa Gindler und ihre Grundlagen. (1961) In: Helmuth Stolze (Hrsg.): Die Konzentrative Bewegungstherapie. Springer Verlag, 1984.
- Anorexia nervosa – Symposium. 1965.
- Die Gesellschaft und ihre psychisch Kranken. Vandenhoeck & Ruprecht, Göttingen 1968 (= Göttinger Universitätsreden. Heft 53).
- Tod und Neurose. Vandenhoeck & Ruprecht, Göttingen 1973.
- Todesangst und das Todesbewußtsein der Gegenwart. Springer Verlag, Berlin 1979; 2. Auflage ebenda 1982,
- Psychiatrie im 20. Jahrhundert: Ein Rückblick. Goltze, Göttingen 1985.
- Meyer, Ludwig. In: Neue Deutsche Biographie. Band 17, 1994, S. 364–365 (Online auf deutsche-biographie.de, abgerufen am 16. Juni 2022).